# Arhopala antis
Arhopala antis är en fjärilsart som beskrevs av Corbet 1941. Arhopala antis ingår i släktet Arhopala och familjen juvelvingar. Inga underarter finns listade i Catalogue of Life.